# Đồng hóa số liệu
Đồng hóa số liệu là một trong những kỹ thuật phân tích của phương pháp dự báo số trong đó thông tin quan trắc được tích lũy vào trạng thái của mô hình vốn được mô hình hóa bằng các quy luật tiến triển theo thời gian và các tính chất vật lý của khí quyển. 

## Đồng hóa số liệu

### Lịch sử
Lịch sử của đồng hóa số liệu được bắt đầu từ những năm 50 của thế kỷ trước. Phương pháp đồng hóa số liệu đầu tiên được gọi là "phân tích khách quan". Đối lập với "phân tích chủ quan" trong quá khứ (dự báo thời tiết số trị được điều chỉnh bởi các nhà khí tượng sử dụng kinh nghiệm chuyên môn trong nghiệp vụ), các phương pháp khách quan sử dụng phép nội suy đơn giản, được xếp vào hàng các phương pháp đồng hóa số liệu ba chiều (Three-Dimensional Data Asimilation - 3DDA). Thuật toán phân tích khách quan đầu tiên mà con người biết đến là dựa trên phương pháp nội suy đa thức (Gilchrist and Cressman, 1954). Tuy nhiên trong phép phân tích này để đạt được một kết quả tốt thì mật độ trạm phải đủ lớn mà thực tế lại không như vậy. Do đó, cần phải sử dụng thêm trạng thái nền làm phỏng đoán đầu tiên (Bergthorsson & Doos, 1955). Đó cũng chính là bước tiến đầu tiên trong lịch sử đồng hóa số liệu.
Bên cạnh đó cũng tồn tại các phương pháp đồng hóa số liệu tương tự là phương pháp đồng hóa số liệu bốn chiều (Four-Dimensional Data Asimilation - 4DDA) gọi là "Nudging" (v.d trong mô hình MM5). Điểm khác nhau cơ bản giữa 3DDA và 4DDA là 4DDA sử dụng thêm quan trắc trong quá khứ ngoài thời điểm phân tích (nghĩa là thêm 1 chiều thời gian). Các phương pháp 4DDA cơ bản dựa vào ý tưởng từ Định luật 2 Newton. Ý tưởng ở đây là thêm vào vế phải của các phương trình động lực của mô hình một số hạng cân đối với hiệu giữa dự báo và quan trắc. Số hạng này mang dấu âm nhằm giữ cho vector trạng thái gần với quan trắc hơn. Nudging có thể được thể hiện như là một biến thể của "Phép lọc Kalman-Bucy" (một phiên bản Lọc Kalman liên tục theo thời gian) tăng thêm nhiều ma trận quy định hơn là thu được từ các tương quan.
Bước tiến thứ hai trong kỹ thuật đồng hóa số liệu đã được thực hiện năm 1963 bởi L. Gandin đó là đưa ra phương pháp nội suy tối ưu (Optimal Interpolation – OI). Ông đã phát triển từ ý tưởng của Kolmogorov. Phương pháp này thuộc vào hàng các phương pháp ba chiều 3DDA và là một trong những phép phân tích hồi quy, dùng thông tin phân bố không gian của hàm tương quan các sai số của trường "phỏng đoán ban đầu" so với trường thực. Các hàm này về lý thuyết không thể tính được tuy nhiên có thể tính gần đúng.
Trong thực tế thuật toán nội suy tối ưu được rút gọn về thuật toán Lọc Kalman (Kalman Filter – KF), khi mà các ma trận tương quan không được tính trực tiếp từ hệ phương trình động lực mà được xác định trước.
Những nỗ lực đưa thuật toán KF thành công cụ 4DDA cho dự báo thời tiết số trị được tiến hành sau này. Tuy nhiên, đây là một nhiệm vụ vô cùng khó vì phiên bản đầy đủ của thuật toán KF cần lời giải của hệ phương trình bao gồm số lượng khổng lồ các phương trình (cỡ 1012 phương trình đối với vector trạng thái có độ rộng ba chiều là Nx=100; Ny=100; Nz=100). Để khắc phục cần phát triển dạng đặc biệt của thuật toán KF cho mô hình số. Trong đó bao gồm Lọc Kalman tổ hợp (Ensemble Kalman Filter – EnKF) và Lọc Kalman giảm hạng (Reduced-Rank Kalman Filters – RRSQRT).
Một bước tiến quan trọng nữa trong các phương pháp 4DDA là sử dụng thuyết điều khiển tối ưu (phép gần đúng biến phân) trong kết quả của Le Dimet và Talagrand năm 1986 dựa trên kết quả của G. Marchurk, người đầu tiên áp dụng thuyết đó trong mô hình hóa mô trường. Điều quan trọng trong gần đúng biến phân là các trường khí tượng vừa thỏa mãn hệ phương trình của mô hình số vừa đồng thời cực tiểu và mô tả đặc điểm sai số so với quan trắc. Vì vậy, bài toán cực tiểu hóa ép buộc đã được giải. Các phương pháp biến phân 3DDA được phát triển đầu tiên bởi Sasaki năm 1958.
Lorenz, năm 1986 đã chỉ ra rằng các phương pháp 4DDA nêu trên dựa trên một số cân bằng giới hạn, nghĩa là dưới một số giả thuyết chúng cực tiểu cùng một hàm mục tiêu. Tuy nhiên, trong thực tế những giả thuyết này không thỏa mãn, các phương pháp khác nhau cho kết quả khác nhau và thường là không biết cái nào (KF hay biến phân) cho kết quả tốt hơn. Nhiều câu hỏi cơ bản cũng phát sinh trong quá trình thực hành kỹ thuật đồng hóa số liệu như là xác định độ hội tụ của phương pháp tính cực tiểu toàn cục của hàm được cực tiểu. Đây cũng là một hướng nghiên cứu chính trong phát triển dự báo thời tiết bằng mô hình số hiện nay.